# ویدای دم‌کاهی
ویدای دم‌کاهی (نام علمی: Vidua fischeri) نام یک گونه از تیره نیلی‌مرغان است.